# Francesc Riquer i Bastero
Francesc Riquer i Bastero (Barcelona, ? - Barcelona, 1 de maig de 1410), sacerdot franciscà, fou bisbe electe de Monreale (Sicília), bisbe d'Osca (1386-1393), de Vic (1393-1400) i de Sogorb-Albarrasí (1400-1410).
Ingressa als franciscans i obté la llicenciatura de lleis. Fou confessor de l'infant Martí. El 19 de novembre de 1380 Climent VII li atorgà el bisbat de Monreale, aquest sense poder-lo ocupar per estar sota obediència romana, i els d'Osca i Vic.
Climen VII el nomena bisbe d'Osca el 19 de desembre de 1384, però continua residint a Barcelona, on és consagrat entre els mesos de febrer i maig de 1387. El maig de 1387 arriba a Osca, i el dia 15 d'aquest mes jura els estatuts de la Catedral. Abans de residir-hi tingué un plet amb el capítol catedralici sobre les primícies de certes esglésies, per aconseguir recursos i restaurar els castells episcopals, segons la voluntat de Pere IV. Ja en la seu episcopal, resideix freqüentment al castell de Sesa, i sols es coneix un estatut capitular, pel qual els canonges rebrien una ració de vi anualment segons les collites; també aconseguí en 1391 de Joan I el dret del bisbe i del capítol de vendre en Osca el vi de les seves rendes. El 9 de setembre de 1393 Climent VII autoritzà la permuta dels bisbats d'Osca i de Vic, entre Francesc Riquer i Joan de Baufés.
Durant el seu pontificat en la seu de Vic es coneix la publicació d'una constitució sobre la residència del clergat, una concòrdia amb els canonges de Manresa i, haver aconseguit un privilegi de protecció de Martí I el 8 de març de 1399. També se sap que hi va realitzar visita pastoral per la diòcesi l'any 1395, per quan el 23 de novembre es trobava a Santa Eulàlia de Riuprimer.
Benet XIII li concedeix el bisbat de Sogorb-Albarrasí a principis de l'any 1400. La seva formació jurídica afavoreix la renovació del cos legal de la diòcesi i tanca certs enfrontaments jurisdiccionals. També intervé en la vida pastoral i el règim econòmic de la diòcesi. La seva pietat i devoció es veu reflectida en la fundació de dues capelles en el claustre de la Catedral, l'any 1402, una dedicada a santa Clara i santa Eulàlia i l'altra a sant Antoni Abad i sant Antoni de Pàdua, advocacions relacionades amb el franciscanisme o amb el seu origen barceloní. Estigué absent durant molts períodes participant en la vida política de l'Església durant el Cisma d'Occident, com la seva participació en el Concili de Perpinyà celebrat en els anys 1408 i 1409, i per a governar la diòcesi en aquests períodes nomena el degà Bernat Fort com a vicari general.
A Barcelona estant, el 6 de març de 1410 fa testament establint com a hereu el convent de Sant Francesc de la ciutat, mor l'1 de maig del mateix any, i fou soterrat a l'església del convent de Sant Francesc.